# Ronald Pickup
Ronald Alfred Pickup (Chester, 7 juni 1940 – Camden (Londen) 24 februari 2021) was een Brits acteur.

## Biografie
Pickup werd geboren in Chester, hier doorliep hij de middelbare school aan de King's School. Het acteren leerde hij aan de Royal Academy of Dramatic Art in Londen. Hij is in 1964 getrouwd en had uit zijn huwelijk twee kinderen. Pickup overleed op 24 februari 2021 op tachtigjarige leeftijd aan de gevolgen van een longziekte op in Camden (Londen). 
Pickup begon in 1964 met acteren in de televisieserie Doctor Who, waarna hij in nog meer dan 150 televisieseries en films speelde. In 1984 werd hij genomineerd voor de British Academy Film Awards voor zijn rol in de film Waters of the Moon, en in 2013 werd hij (samen met de cast) genomineerd voor de Screen Actors Guild Awards voor zijn rol in de film The Best Exotic Marigold Hotel. 

## Filmografie

### Films
Selectie:
- 2018 The Happy Prince - als rechter
- 2017 Darkest Hour - als Neville Chamberlain
- 2015 The Second Best Exotic Marigold Hotel - als Norman Cousins
- 2012 The Best Exotic Marigold Hotel - als Norman Cousins
- 2010 The Sands of Time - als koning Sharaman
- 2008 Dark Floors - als Tobias
- 2005 Cherished - als Roy Meadow
- 2004 The Tulse Luper Suitcases, Part 2: Vaux to the Sea - als monsieur Moitessier
- 2003 The Tulse Luper Suitcases, Part 1: The Moab Story - als monsieur Moitessier
- 1999 Hornblower: The Duchess and the Devil - als Don Massaredo
- 1997 Lolita - als jonge vader van Humbert
- 1997 Bring Me the Head of Mavis Davis - als Percy Stone
- 1989 A Dry White Season - als Lou
- 1987 The Fourth Protocol - als Wynne-Evans
- 1986 The Mission - als Hontar
- 1983 Never Say Never Again - als Elliott
- 1978 The Thirty Nine Steps - als Bayliss
- 1973 The Day of the Jackal - als de vervalser

### Televisieseries
Selectie:
- 2019 Summer of Rockets - als Walter - 4 afl.
- 2016 The Crown - als aartsbisschop van Canterbury - 4 afl.
- 2012 Parade's End - als generaal Haggard - 2 afl.
- 2006-2007 Holby City - als Lord Charles Byrne - 21 afl.
- 2004-2006 The Worst Week of My Life - als Fraser - 13 afl.
- 2004 Feather Boy - als Ernest Sorrel - 6 afl.
- 1997 Ivanhoe - als Waldemar Fitzurse - 5 afl.
- 1996 Ruth Rendell Mysteries - als hoofdinspecteur Moore - 2 afl.
- 1996 Silent Witness - als dr. Richard Owen - 2 afl.
- 1995-1996 Black Hearts in Battersea - als Duke Of Battersea - 6 afl.
- 1994 The Rector's Wife - als Daniel Byrne - 4 afl.
- 1990 The Silver Chair - als Aslan - 4 afl.
- 1990 Not with a Bang - als Brian Appleyard - 7 afl.
- 1989 Prince Caspian and the Voyage of the Dawn Treader - als Aslan - 5 afl.
- 1989 Behaving Badly - als Mark - 4 afl.
- 1987 Fortunes of War - als prins Yakimov - 4 afl.
- 1985 Moving - als Frank Gladwyn - 6 afl.
- 1983 Wagner - als Friedrich Nietzsche - 5 afl.
- 1982 The Life of Verdi - als Giuseppe Verdi - 9 afl.
- 1979 Tropic - als Andrew Maiby - 6 afl.

- Bibliothèque nationale de France: cb142159499 (data)
- Gemeinsame Normdatei: 1078702810
- International Standard Name Identifier: 0000 0001 2320 2578
- Library of Congress Control Number: n88224952
- MusicBrainz: cc42651a-0d46-4ab3-9ae0-6384b29673df
- Nationale Bibliotheek van Tsjechië: pna2009482624
- Nationale Bibliotheek van Israël: 987007429863205171
- Nederlandse Thesaurus van Auteursnamen: 299126781
- SNAC: w6gz73z8
- Système universitaire de documentation: 120558262
- Virtual International Authority File: 32208993
- WorldCat: E39PBJqbqrWm3PVWpQpDxqfrMP